# Sewell (Nueva Jersey)
Sewell es un área no incorporada ubicada en el condado de Gloucester en el estado estadounidense de Nueva Jersey.

## Geografía
Sewell se encuentra ubicada en las coordenadas 39°45′59″N 75°8′40″O / 39.76639, -75.14444.